# Борчисько
Борчисько (пол. Borczysko) — село в Польщі, у гміні Голухув Плешевського повіту Великопольського воєводства.
Населення — 78 осіб (2011).
У 1975—1998 роках село належало до Каліського воєводства.

## Демографія
Демографічна структура станом на 31 березня 2011 року:
|          | Загалом | Допрацездатний вік | Працездатний вік | Постпрацездатний вік |
| -------- | ------- | ------------------ | ---------------- | -------------------- |
| Чоловіки | 40      | 4                  | 30               | 6                    |
| Жінки    | 38      | 7                  | 18               | 13                   |
| Разом    | 78      | 11                 | 48               | 19                   |